# Adel Bousmal
Adel Bousmal (né le 1er mai 1985) est un joueur de handball Algérien. Il évolue au sein du Mesleki Yeterlilik et de l'équipe nationale d'Algérie.
Il participe notamment au Championnat du monde 2015.

## Palmarès

### avec l'Équipe d'Algérie
Championnat du monde de handball
- 15e au championnat du monde 2011 ( Suède)
- 17e au championnat du monde 2013 ( Espagne)
- 24e au championnat du monde 2015 ( Qatar)

#### Championnat d'Afrique
- Médaille d'argent au championnat d'Afrique 2012 ( Maroc)
- Demi-finaliste au Championnat d'Afrique 2016 ( Égypte)
- 6e place au Championnat d'Afrique 2018 ( Gabon)
- Médaille d'bronze au Championnat d'Afrique  2020 ( Tunisie)

Autres
- Médaille d'bronze  aux Jeux africains de 2011